# Ranunculus aurasiacus
Ranunculus aurasiacus är en ranunkelväxtart som beskrevs av Auguste Nicolas Pomel. Ranunculus aurasiacus ingår i släktet ranunkler, och familjen ranunkelväxter. Inga underarter finns listade i Catalogue of Life.